# Thomas Wünsch (Regisseur)
Thomas Wünsch (* 1962; † 28. Mai 2012) war ein deutscher Theaterregisseur. Er gilt als einer der Geburtshelfer der Freiluft-Opern des Braunschweiger Staatstheaters.

## Leben
Er studierte Musiktheater-Regie bei Götz Friedrich in Hamburg, danach arbeitete er vier Jahre als wissenschaftlicher Mitarbeiter und persönlicher Referent Friedrichs, war auch als Dozent an der Universität und der Hochschule für Musik in Hamburg tätig. Die erste Regieverpflichtung führte ihn 1990 für den „Barbier von Sevilla“ nach Gießen. Von 1993 bis 1997 war er Operndirektor am Theater Zwickau, seit 1996 war er freiberuflicher Regisseur, arbeitete in ganz Deutschland. Wünsch inszenierte unter anderem in Gießen, Braunschweig, Krefeld-Mönchengladbach, Oldenburg, Wiesbaden, Augsburg, am Staatstheater des Münchner Gärtnerplatzes, bei den Eutiner Festspielen und in Kaiserslautern. Als Regisseur ist er einer Tendenz des Regietheaters zuzurechnen, die phantastische Elemente und neue Deutungs-Konzepte auf Stadttheater-Möglichkeiten umsetzte. Er schätzte symbolistische Ansätze und starke szenische Bilder, arbeitete mit Bühnenbildnern wie Heiko Mönnich oder Thomas Dörfler.
Wie sein Lehrer legte er sein Augenmerk auf eine stringente Personenführung. Neben der Tätigkeit als freier Regisseur hatte er seit 2003 einen Lehrauftrag für szenischen Unterricht an der Musikhochschule Detmold inne. Sein Arbeitsschwerpunkt lag im Bereich der italienischen Oper des 19. Jahrhunderts; von Verdi inszenierte er beispielsweise „I Masnadieri“, „La Traviata“, „Rigoletto“, „Otello“, „Aida“ und „Don Carlo“. Überraschend erlag er mitten in der Arbeit an „Die lustigen Weiber von Windsor“ an der Musikhochschule Detmold einem Herzinfarkt. Er starb 50-jährig in der Nacht vom 28. Mai zum 29. Mai 2012.